# Tapinoma muelleri
Tapinoma muelleri é uma espécie de formiga do gênero Tapinoma.